# Desert Demonstration Garden
El Jardín de Exhibición del Desierto (en inglés Desert Demonstration Garden o también últimamente conocido como The Gardens at the Las Vegas Springs Preserve), es un pequeño jardín botánico de unas 3.2 hectáreas (12 acres) de extensión, que se encuentra ubicado en la zona de naturaleza protegida denominada « Las Vegas Springs Preserve » que se encuentra en el estado de Nevada cerca de la ciudad de Las Vegas. 
El código de identificación del Desert Demonstration Garden como miembro del "Botanic Gardens Conservation Internacional" (BGCI), así como las siglas de su herbario es LVSP.

## Localización
Las Vegas Springs Preserve, «Las Vegas Valley Water District Desert Demonstration Gardens », 333 S. Valley View Blvd, Las Vegas, Condado de Clark (Nevada),  NV 89153 , United States of America-Estados Unidos de América
Planos y vistas satelitales36°10′14.81″N 115°11′25.93″O / 36.1707806, -115.1905361. 
Está abierto a diario al público, se cobra una tarifa de entrada.

## Historia

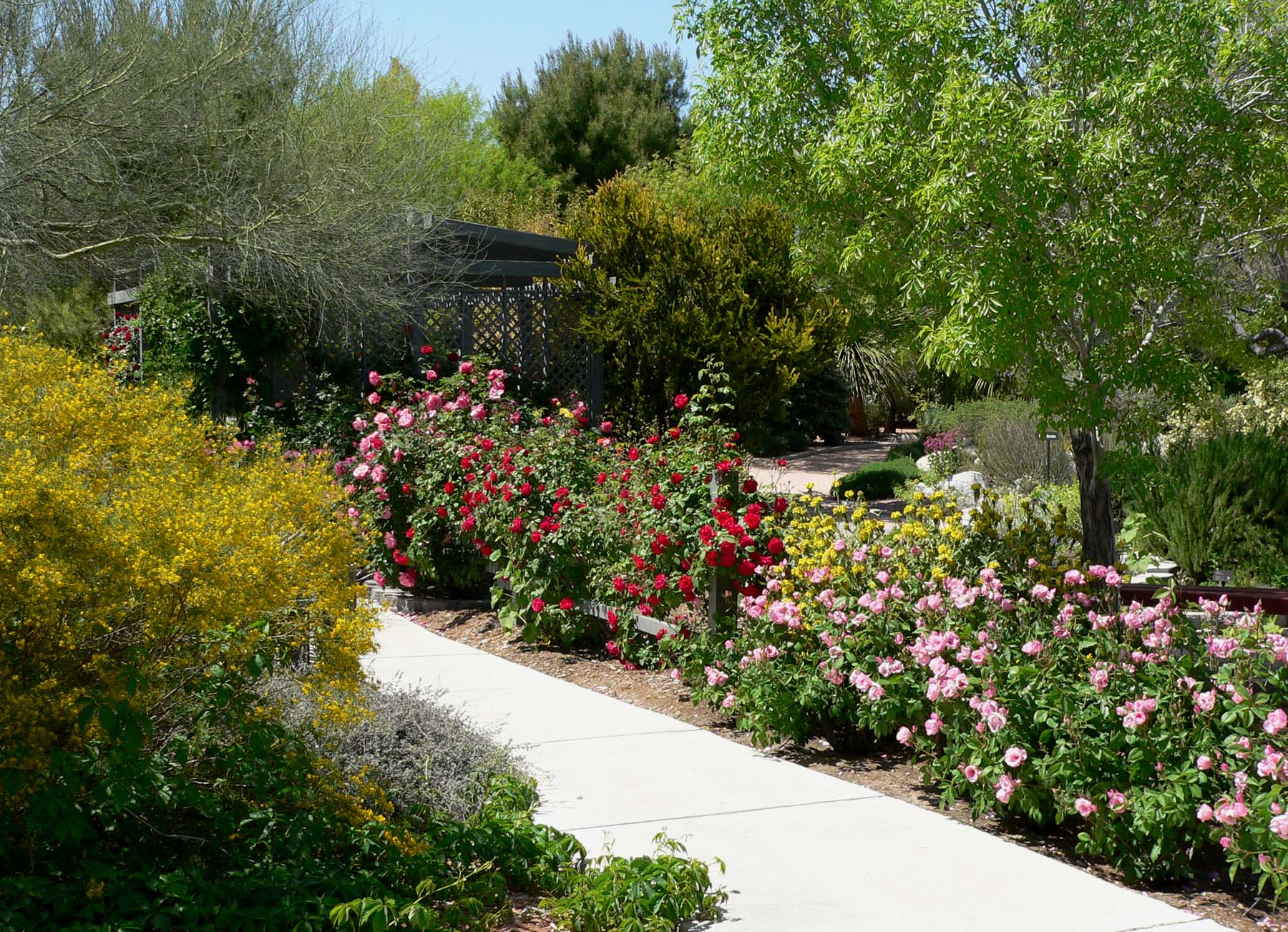
Zona de la rosaleda en el Desert Demonstration Gardens.

Ubicado en el 3701 West Alta Drive, el Kiwanis Water Conservation Park de una extensión de 2.5 acres abrió sus puertas en 1982 conteniendo unas 300 especies de plantas de los desiertos y compatibles con climas desérticos, distribuidas en una docena de jardines temáticos. 
El jardín botánico fue construido en un terreno donado por la compañía Las Vegas Valley Water District. En 1986 el water district desarrolló un plan maestro de remodelación general del jardín. Según este plan el jardín fue renombrado y reabierto en 1990 como el Desert Demonstration Gardens.
Los Desert Demonstration Gardens se cerraron a principios de 2007 para facilitar el traslado a la nueva localización. Como en el anterior albergaba unas 1.200 especies de plantas sobre todo del desierto del sudoeste de los Estados Unidosy puesto que las plantas eran maduras, muchas de ellas fueron trasladadas a su nuevo emplazamiento, en contenedores tan grandes como de 84 pulgadas.
Los jardines remozados abrieron de nuevo sus puertas el 8 de junio, del 2007 en la Springs Preserve.

## Colecciones
Sus colecciones están formadas por plantas de las zonas desérticas y su exhibición está diseñada para mostrarnos un ajardinamiento xeriscape, eficiente ahorrador de agua.
Colecciones de cactus, plantas suculentas y planta nativas del estado de Nevada. 
Los jardines ofrecen asesoramiento, clases, y demostraciones de expertos gratuitamente.